# Thomas Gobert (architecte)
Pour les articles homonymes, voir Gobert et Thomas Gobert (compositeur).
Thomas Gobert, né vers 1630 (ou 1640) et mort vers 1708, est un architecte et ingénieur français du XVIIe siècle.

## Biographie
Il est crédité de la construction du Trianon de Saint-Cloud, transformé depuis en pavillon de Breteuil, dans le parc du château de Saint-Cloud, entamée en 1670 et achevée en 1680. Un des étangs porte son nom.
Il a réalisé le réseau d'adduction d'eau des « étangs gravitaires inférieurs » en provenance de Trappes, d'Arcy et Saclay pour alimenter en eau le parc du château de Versailles entre 1678 et 1680.
Il a édifié l'aqueduc de Buc entre 1684 et 1686. Il a construit l'hôtel de Sénecterre, rue de l'Université à Paris, à la fin du XVIIe siècle.
Il a également réalisé une statue équestre de Louis XIV en bronze, conservée au musée du Louvre.
Il participe également à la construction de la collégiale Notre-Dame de Vitry-le-François, dans laquelle il réalise les chapelles sud et la nef. Pour cette dernière, voûtée, haute et lumineuse, il fait preuve d'audace architecturale en supprimant le 3e pilier pour le remplacer par un arc en anse de panier, une configuration rare, voire unique, en France,.
Louis XIV le nomme en 1699 membre de l'Académie royale d'architecture, un des sept académiciens de première classe,.
Il est marié en 1662 avec Marie Delespine, sœur de Nicolas II Delespine, dont il a eu un fils, Claude-Thomas Gobert, architecte, qu'il a déshérité après son mariage qu'il n'approuvait pas.

## Reconnaissance
À Saclay-Val d'Albian (91), une école élémentaire porte son nom.
À Gif-sur-Yvette (91), une rue du futur quartier universitaire du Moulon va porter son nom.
À Palaiseau (91), un boulevard porte son nom sur le campus commun à l'Institut Polytechnique de Paris et à l'université Paris-Saclay.
À Villiers-Le-Bâcle (91), une rue porte son nom (rue de l'intendant Gobert).

## Publications
- Thomas Gobert, Traité pour la pratique des forces mouvantes, qui fait connoistre l'impossibilité du mouvement perpétuel par la nécessité de l'équilibre et une supputation de la pesanteur du globe de la terre, avec un moyen pour le soûtenir par démonstration : précedé d'un discours sur la certitude, l'etendue & l'utilité des mathematiques, Jean-Baptiste Delespine, Paris, 1702 (lire en ligne)
- Thomas Gobert, Nouveau sistème sur la construction et les mouvemens du monde, avec une dissertation sur la ligne de niveau, Jean-Baptiste Delespine, Paris, 1703 (lire en ligne)